# Comté d'Adams (Wisconsin)
Pour les articles homonymes, voir Comté d'Adams.
Le comté d'Adams (en anglais : Adams County) est l'un des 72 comtés de l'État du Wisconsin, aux États-Unis.

## Géographie
D'après le United States Census Bureau, le comté a une surface de 1 783 km2 (689 mi2), dont 1 678 km2 (648 mi2) de terres et 106 km2 (41 mi2) de surfaces aquatiques (lacs, rivières…).

### Géolocalisation
| comté de Wood   |               | comté de Portage                      |
| comté de Juneau | Comté d'Adams | comté de Waushara, comté de Marquette |
| comté de Sauk   |               | comté de Columbia                     |

## Démographie

Pyramide des âges en 2000.